# Kathrine Harsem
Kathrine Harsem, född 7 februari 1989, är en norsk längdskidåkare som debuterade i världscupen den 14 mars 2010 i Oslo i Norge.
Vid rullskid-VM 2011 i Aure och Kristiansund vann hon silver i sprint och guld i stafetten. I mars 2012 vann hon Rensfjellrennet över 58 km klassiskt. Hon tog sina första VM-poäng i mars 2013 i Drammen med en 17:e plats i sprinten. Samma månad som föregående år vann hon klassikern över 58 km på Rensfjellrennet.
Hennes första pallplats i världscupen kom i och med andraplatsen i sprint den 20 januari 2018 i Planica i Slovenien.